# Kościół św. Tekli w Krzyżanowicach Dolnych

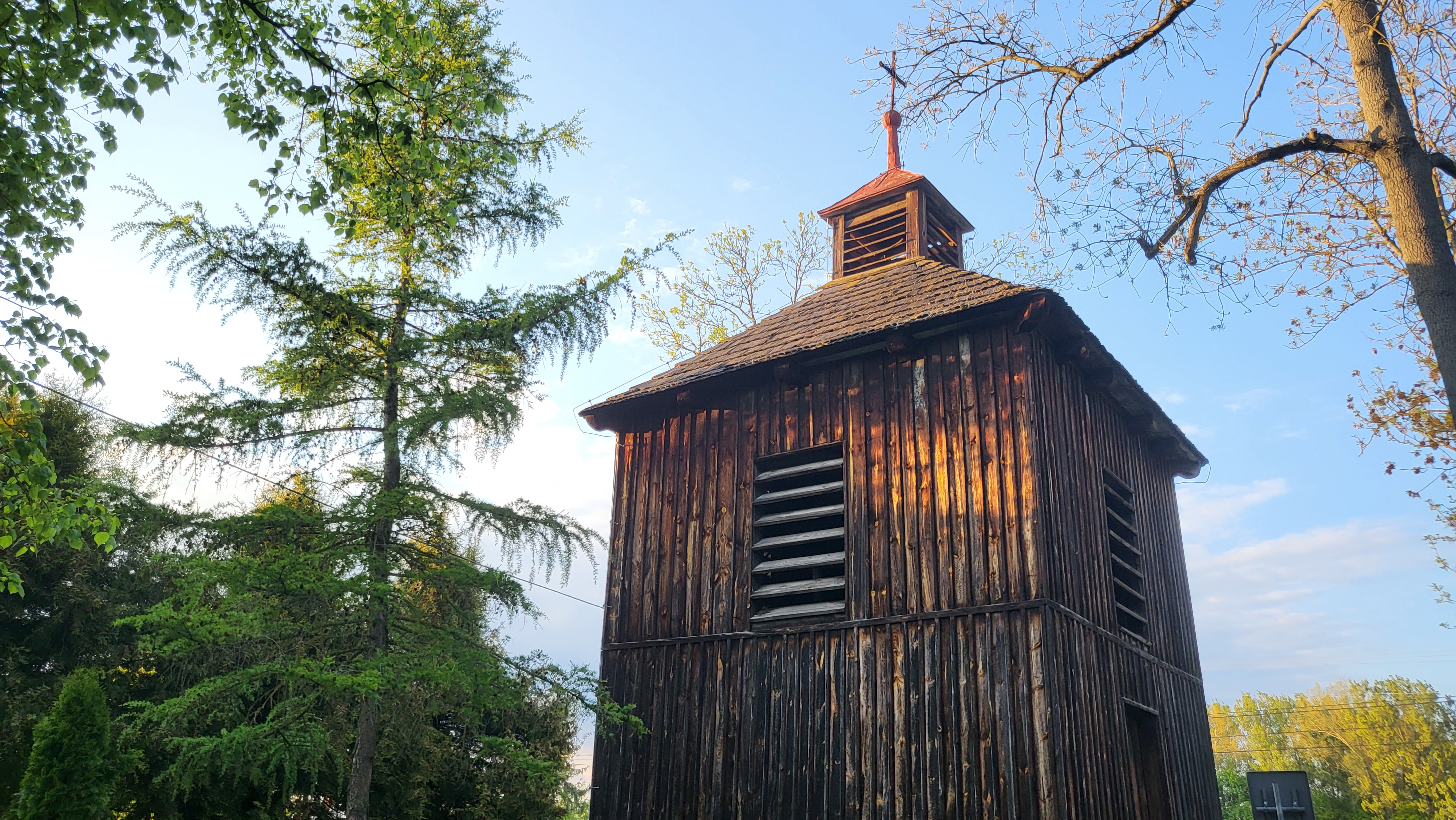
Drewniana dzwonnica przy kościele

Kościół świętej Tekli – rzymskokatolicki kościół parafialny należący do dekanatu pińczowskiego diecezji kieleckiej.
Świątynia została zbudowana w latach 1786–1789 w stylu klasycystycznym przez Hugona Kołłątaja. Elewacja frontowa jest ozdobiona czterema potężnymi kolumnami, na szczycie znajduje się krzyż. Ołtarz główny i dwa ołtarze boczne są wkomponowane w nawę i prezbiterium. Ściany są ozdobione pilastrami, ołtarze – kolumnami, pokrytymi stiukiem, naokoło ścian znajdują się charakterystyczny gzyms i fryz. Detale decydują o pięknie kościoła.
Na białych ścianach znajdują się trzy obrazy dużej wielkości namalowane przez Franciszka Smuglewicza: Deus creaus, Deus docens, Deus muneraus.
Obraz znajdujący się w górnych partiach ołtarza głównego – „Bóg stwarzający” – przedstawia stworzenie świata (postać Adama jest podobna do Hugona Kołłątaja – człowieka renesansu, krajobraz ma również cechy stylu renesansowego). Na kolejnym obrazie – „Bóg nauczający” jest przedstawiona centralna postać Jezusa, nauczającego grupę przysłuchujących się ludzi (Smuglewicz sportretował m.in. Kołłątaja jako młodego człowieka, jego siostrę i samego siebie). Na trzecim obrazie – „Bóg nagradzający” jest przedstawiona gromada polskich świętych i błogosławionych, między innymi bł. Wincenty Kadłubek, bł. Bronisława z Odrowążów – norbertanka, święci Kazimierz Królewicz, Jacek, Florian, Jan z Dukli i inni, a nad grupą zbawionych znajdują się Trójca Święta i Matka Bożą. Na pierwszym planie w złocistej kapie (i mitrze na dole, choć nie pełnił godności biskupa) jest przedstawiony Hugo Kołłątaj.
W ołtarzu głównym znajduje się krucyfiks powstały na przełomie XVI/XVII wieku. Organy pochodzą z XVIII wieku. Stylizowana ambona znajdowała się wcześniej w starej świątyni. Do wyposażenia kościoła należą liczne kielichy, monstrancje, relikwiarze, ozdobione sygnaturami i herbami. Epitafia pochodzą z XVIII i XIX wieku. Patronką świątyni jest św. Tekla, której posążek jest umieszczony w nawie, pod jednym z obrazów Smuglewicza.